# Micropora mortenseni
Micropora mortenseni är en mossdjursart som beskrevs av Livingstone 1929. Micropora mortenseni ingår i släktet Micropora och familjen Microporidae. Inga underarter finns listade i Catalogue of Life.